# Buen Suceso
Der Buen Suceso (spanisch für Gutes Ereignis) ist ein Hügel auf Deception Island im Archipel der Südlichen Shetlandinseln. Er ragt  im äußersten Südwesten des Port Foster auf.
Laut den Angaben des Wissenschaftlichen Ausschusses für Antarktisforschung geht die Benennung auf russische Wissenschaftler zurück. Es ist jedoch sehr viel wahrscheinlicher, dass argentinische Wissenschaftler diese vornahmen.